# Раменське (міський округ)
Міський округ Раменське (рос. Раменское) – розташований  у Раменському районі Московської області, Росія, центром округу є місто Раменське.

## Міський округ
Раменське є центром однойменного міського округу до складу якого також входить село Дергаєво (1181 мешканець).

## Населення
| Рік  | тис. чол | рік  | тис. чол | рік  | тис. чол | рік  | тис. чол |
| ---- | -------- | ---- | -------- | ---- | -------- | ---- | -------- |
| 1926 | 13.7     | 1976 | 72       | 1998 | 85.7     | 2008 | 82.3     |
| 1931 | 19.9     | 1979 | 76.9     | 2000 | 85.1     | 2010 | 83.7     |
| 1939 | 28.4     | 1982 | 81       | 2001 | 84.7     | 2011 | 96.3     |
| 1959 | 46.5     | 1986 | 85       | 2003 | 82.0     | 2012 | 99.1     |
| 1967 | 53       | 1989 | 87.7     | 2005 | 81.6     | 2013 | 100.8    |
| 1970 | 61.0     | 1992 | 88.9     | 2006 | 81.8     | 2014 | 103.1    |
| 1973 | 67       | 1996 | 86.3     | 2007 | 82.0     | 2015 | 106.3    |